# Turismo na Coreia do Norte

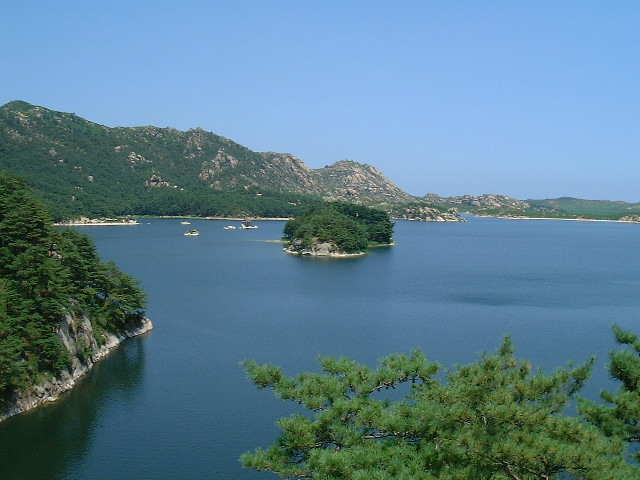
A Região Turística de Kumgang-san.

O turismo na Coreia do Norte é organizado pela estatal Organização de Turismo ("Ryohaengsa"). Cada grupo de viajantes bem como visitantes/turistas individuais são permanentemente acompanhados por um ou dois "guias", que normalmente falam o idioma materno e o idioma do turista. Enquanto o turismo tem aumentado ao longo dos últimos anos, turistas de países ocidentais continuam poucos. A maioria dos turistas vem da China, Rússia e Japão. Cidadãos russos da parte asiática preferem a Coreia do Norte como um destino turístico devido aos relativos baixos preços, falta de poluição e o clima mais quente. Para cidadãos dos Estados Unidos e da Coreia do Sul, é praticamente impossível obter um visto para a Coreia do Norte. Exceções a cidadãos estadunidenses são feitas para o Festival Arirang anualmente. 
Porém, nos últimos anos, o turismo na Coreia do Norte vem se popularizando devido à facilidade em se comprar pacotes de viagens saindo da China e pelos preços mais baixosdos mesmos. Além disso, agora cidadãos americanos podem visitar a Coreia do Norte durante qualquer período do ano sem grandes problemas. Segundo estimativas, o país recebe uma média de 70 mil turistas por ano.
Na área envolta das montanhas Kŭmgangsan, a companhia Hyundai estabeleceu e opera uma área turística especial. Também é possível para sul-coreanos e norte-americanos viajar para esta área, porém apenas em grupos organizados na Coreia do Sul. Uma região administrativa especial conhecida como Região Turística de Kumgang-san existe para este propósito. Viagens para esta região foram temporariamente suspensas desde que uma mulher sul-coreana, que passeava em uma zona militar foi morta a tiros por guardas da fronteira no final de 2008.